# ロサンゼルス (原子力潜水艦)
| USS Los Angeles SSN-688 |                                                                                           |
| 艦歴                    |                                                                                           |
| 発注                    | 1971年1月8日                                                                              |
| 起工                    | 1972年1月8日                                                                              |
| 進水                    | 1974年4月6日                                                                              |
| 就役                    | 1976年11月13日                                                                            |
| 退役                    | 2010年1月23日                                                                             |
| その後                  |                                                                                           |
| 性能諸元                |                                                                                           |
| 排水量:                 | 満載：6,072 トン、基準：5,700 トン                                                        |
| 全長                    | 110.3 m (362 ft)                                                                          |
| 全幅                    | 10 m (33 ft)                                                                              |
| 喫水                    | 9.4 m (31 ft)                                                                             |
| 最大速                  | 水上25 kt (46 km/h) 水中30+ kt (56 km/h)                                                  |
| 潜行深度                | 290 m (950 ft)                                                                            |
| 機関                    | S6G reactor 1基                                                                           |
| 乗員                    | 士官13名、兵員121名                                                                       |
| 兵装                    | Mk.67 21インチ魚雷発射管4門 ・Mk 48魚雷 ・ハープーンUSM ・トマホークSLCM ・機雷を発射可能 |
| モットー                |                                                                                           |
|                         |                                                                                           |

ロサンゼルス (USS Los Angeles, SSN-688) は、アメリカ海軍のロサンゼルス級原子力潜水艦の1番艦。艦名はカリフォルニア州ロサンゼルスに因んで命名された。その名を持つ艦としてはボルチモア級重巡洋艦13番艦(CA-135)以来4隻目。

## 艦歴
ロサンゼルスは1972年1月8日にバージニア州ニューポート・ニューズのニューポート・ニューズ造船所で起工した。1974年4月6日にアン・アームストロングによって命名、進水し、1976年11月13日にジョン・E・クリステンセン艦長の指揮下就役する。
1999年にロサンゼルスは改修が行われ、ドライデッキ・シェルター (Dry Deck Shelter, DDS) を装備した。2010年1月23日退役。